# Цифровое видео
Цифровое видео — совокупность технологий записи, обработки, передачи и хранения изображения и звука.
Основное отличие от аналогового видео заключается в том, что видеосигнал и звук кодируются и передаются не в исходном виде, а после аналогово-цифрового преобразования в потоки видео- и звукоданных. В большинстве случаев цифровое видео подвергается компрессии для уменьшения объёма данных, предназначенных для передачи и хранения. Цифровое видео может распространяться на различных видеоносителях, посредством цифровых интерфейсов в виде потока или файлов.

## Формирование потока видеоданных

### Компонентное видео
Оптическое изображение формируется с помощью объектива на светочувствительной матрице видео- и телевизионных камер, телекинопроекторов, цифровых фотоаппаратов, камерафонов или планшетов, веб-камер, камер систем видеонаблюдения и других подобных устройств. С помощью различных систем производится цветоделение изображения для получения монохромных полутоновых компонент трёх основных цветов.

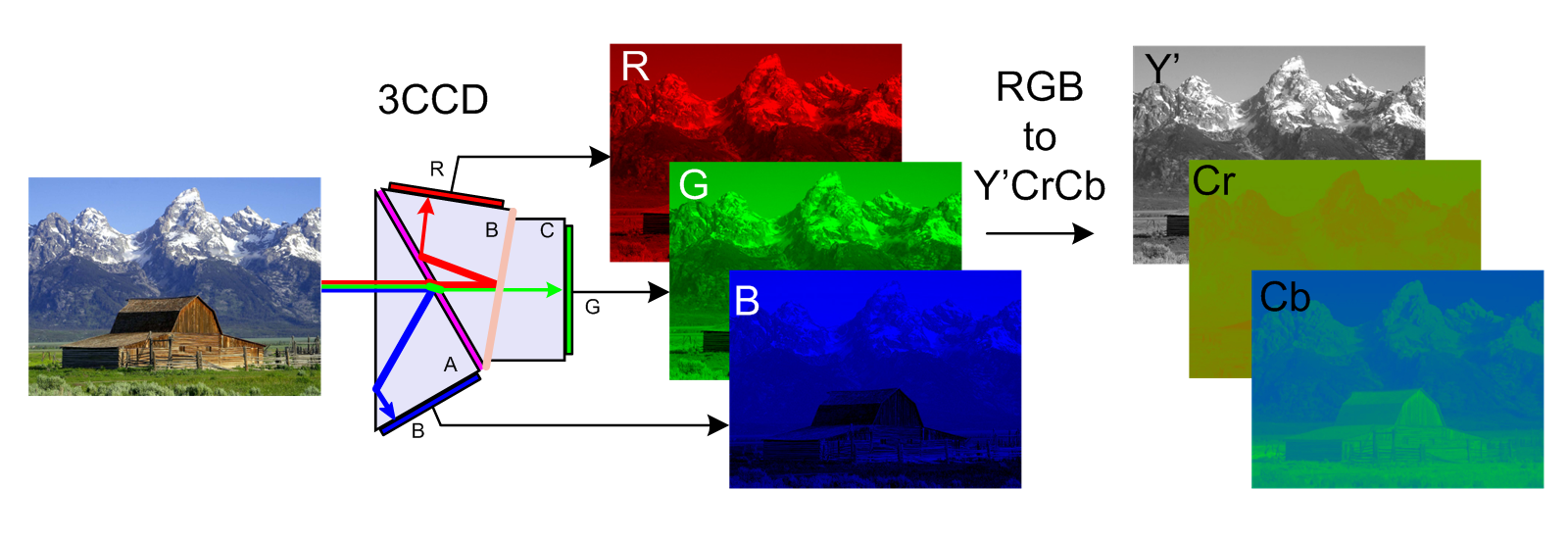
Преобразование цветоделённых компонент RGB в Y’CrCb

После применения гамма-коррекции сигналов R, G, B производится их преобразование для получения сигнала яркости Y' и двух цветоразностных сигналов: R'-Y' и B'-Y'. В соответствии с 601-й рекомендацией ITU-R применяется кодирование по следующим формулам для перевода компонентного видеосигнала в цифровую форму:
{\displaystyle {\begin{aligned}Y'&=&0.299\cdot R'&+0.587\cdot G'+0.114\cdot B'\\C_{R}&=&0.713\cdot (R'&-Y')\\C_{B}&=&0.564\cdot (B'&-Y')\end{aligned}}}
При передаче таких сигналов, возможно восстановление исходных составляющих цветов: красной (R), синей (B) и зелёной (G), которые используются в большинстве систем отображения видеоинформации, например в мониторах.

### Уровни видео
Полученные компоненты Y', Cr, Cb квантуются с разрядностью 8 или 10 бит. Однако не все уровни используются для передачи сигналов яркости. Например, для 8 битного кодирования из 256 доступных уровней только 220 используются для передачи сигнала яркости (диапазон 16-235), а остальные — для сигналов синхронизации. При 10-битном кодировании — используется 877 уровней. Для цветовых компонент используется только 225 уровней в 8-битной системе и только 897 дискретных уровней видео в 10-битной системе.

### Цветовая субдискретизация

Форматы цветовой субдискретизации

При дискретизации Y', Cr, Cb компонент видеосигнала для сокращения скорости потока применяется так называемая цветовая субдискретизация. Если дискретизация каждого компонента производится с одинаковой частотой, такая схема будет называться 4:4:4. Однако она редко применяется на практике, из-за её избыточности. Для цифровых видеостандартов принято базовое соотношение 4:2:2, которое означает, что цветоразностные компоненты Cr, Cb передаются с горизонтальной чёткостью, в два раза меньшей чёткости яркостного сигнала, потому что человеческий глаз более чувствителен к изменению яркости, чем цвета. При этом частота дискретизации для яркостного сигнала Y' устанавливается равной 13,5 Мегагерц, что в два раза больше, чем для цветоразностных сигналов Cr и Cb — 6,75 Мегагерц.
В целях дальнейшего сокращения избыточности сигналов цветности применяются схемы с соотношением 4:2:0 и 4:1:1. В последнем случае горизонтальная чёткость цветоразностных сигналов снижается до четверти от полного разрешения сигнала яркости. Оба варианта 4:1:1 и 4:2:0 вдвое сокращают пропускную способность по сравнению с представлением без субдискретизации.
Для сигналов ТВЧ согласно части II Рекомендации ITU-R 709-3 установлены частоты дискретизации сигналов яркости 74,25 МГц и цветности 37,125 МГц.

## Стандарты разложения

Основные стандарты разложения

Стандарты разложения цифрового видео определяют следующие параметры:
- количество видимых строк. Для записи и передачи цифрового видео, также как и аналогового, применяют разложение его на отдельные строки, то есть последовательное сканирование и передача элементов каждой горизонтальной строки. Для видео и телевидения стандартной чёткости эти значения равны 480 или 576 строк, с повышенной четкостью — 720. Для видео высокой чёткости (англ. HD) — 1080.
- режим развёртки («p» или «i»). Для сокращения передаваемого потока вдвое применяется чересстрочная развёртка, при которой каждый кадр передается двумя последовательными полукадрами — полями. Поле состоит из телевизионных строк. Одно поле содержит чётные строки, второе — нечётные. Такой режим развёртки обозначается значком «i» от англ. interlace. Такой режим был разработан в эпоху аналогового телевидения, когда не было возможности передавать сигналы с широкой полосой пропускания. Также первые цифровые форматы и даже HD использовали этот режим для уменьшения видеопотока. Недостатком такого режима является наличие эффекта «гребёнки» на движущихся объектах при воспроизведении на устройствах отображения с прогрессивной (построчной) развёрткой, для устранения которого применяют деинтерлейсинг. При построчной передаче всего кадра таких проблем не возникает, однако ширина полосы пропускания или поток такого видеосигнала будет вдвое большими. При прогрессивной развертке частоты дискретизации для схемы 4:2:2 будут равными для Y' — 27 МГц, для Сr/Сb — 13,5 МГц.
- частота кадров — частота смены кадров за единицу времени, как правило, за секунду. Из-за различных стандартов, принятых в разных странах, в телевизионном вещании, кино и видео производстве появилось значительное число различных стандартов, которые могут частично или полностью поддерживать различные видеоустройства. Основными являются:
  - на основе форматов семейства PAL: 50i, 25p, 50p
  - на основе форматов семейства NTSC:   60i, 29.97p, 30p, 59.94p, 60p
  - киноформаты: 23.98p, 24p

Также немаловажным параметром является соотношение сторон кадра видеоизображения. Типичными форматами для видео являются стандартный 4:3 (1,33:1) или широкоэкранный — 16:9 (1,77:1). Широкоэкранный режим иногда записывается на видео со сжатием по горизонтали до 4:3, а при воспроизведении растягивается. Такая технология называется цифровым анаморфированием и при записи широкоэкранных фильмов дает возможность более эффективно использовать кадр телевидения стандартной четкости. Корректное отображение закодированного формата обеспечивается его автоматическим распознаванием при помощи служебного бита AR (англ. Aspect Ratio) и пакетов WSS (англ. Wide Screen Signaling) или AFD (англ. Active Format Description). Вся эта информация о формате изображения и расположении экранных каше (англ. Bar Data) передаётся в 23-й строке кадрового гасящего импульса видеопотока.

## Форматы цифрового кодирования и сжатия

### Видеопоток
Видеопоток — это временна́я последовательность кадров определённого формата, закодированная в битовый поток. Скорость передачи несжатого видеопотока с чересстрочной разверткой разрядностью 10 бит и цветовой субдискретизацией 4:2:2 стандартной четкости будет составлять 270 Мбит/с. Такой поток получается если сложить произведения частоты дискретизации на разрядность каждой компоненты: 10 × 13,5 + 10 × 6,75 × 2 = 270 Мбит/с. Однако, расчет размера получаемого файла, содержащего несжатый видеопоток, производится несколько иначе. Сохраняется только активная часть строки видеосигнала. Для представления в пространстве Y', Cr, Cb рассчитываются следующие составляющие:
- количество пикселей в кадре для яркостной компоненты = 720 × 576 = 414 720
- количество пикселей в кадре для каждой цветностной компоненты = 360 × 576 = 207 360
- число битов в кадре = 10 × 414 720 + 10 × 207 360 × 2 = 8294400 = 8,29 Мбит
- скорость передачи данных (BR) = 8,29 × 25 = 207,36 Мбит / сек
- размер видео = 207,36 Мбит / сек * 3600 сек = 746 496 Мбит = 93 312 Мбайт = 93,31 Гбайт = 86,9 ГиБ

Расчёт скорости передачи данных:
```
Для формата 4:2:2 
 BR = BD × (W + 0,5 × W × 2) × H × FR = BD × 2 × W × H × FR
Для формата 4:1:1
 BR = BD × (W + 0,25 × W × 2) × H × FR = BD × 1,5 × W × H × FR
Для формата 4:2:0
 BR = BD × (W × H + 0,5 × W × 0,5 × H × 2) × FR = BD × 1,5 × W × H × FR
Для формата 4:4:4
 BR = BD × 3 × W × H × FR 

BR - скорость передачи данных, бит/с, 
W и H - ширина и высота кадра в пикселях, 
BD - разрядность для каждой компоненты, бит на пиксель
FR - кадровая частота, кадров/с
```

В таблице приведены скорость передачи несжатого видеопотока и размер требуемого пространства для часовой записи наиболее распространенных стандартов.
| Размер кадра (пикселей) | Глубина цвета(бит) | Дискретизация | Кадровая частота (Гц) | Битрейт (Мбит/с) | Требуемая ёмкость (ГиБ/час) |
| 720 × 576               | 10                 | 4:2:2         | 25                    | 207              | 86.9                        |
| 720 × 576               | 8                  | 4:1:1, 4:2:0  | 25                    | 124              | 52.1                        |
| 1280 × 720              | 8                  | 4:2:2         | 25                    | 369              | 154.5                       |
| 1280 × 720              | 8                  | 4:2:2         | 50                    | 737              | 309                         |
| 1280 × 720              | 10                 | 4:2:2         | 25                    | 461              | 193.1                       |
| 1920 × 1080             | 10                 | 4:2:2         | 25                    | 1037             | 434.5                       |
| ----------------------- | ------------------ | ------------- | --------------------- | ---------------- | --------------------------- |

### Видеокомпрессия
Из-за относительно высокой скорости передачи несжатого видеопотока широко используются алгоритмы видеокомпрессии. Видеокомпрессия позволяет сократить избыточность видеоданных и уменьшить передаваемый поток, что позволит передавать видео по каналам связи с меньшей пропускной способностью или сохранять видеофайлы на носителях с меньшей ёмкостью.

## Форматы цифровой видеозаписи
Следующая таблица показывает характеристики большинства видеоформатов и типов применяемой субдискретизации цветоразностных компонент, а также другие связанные с ними параметры, такие как скорость передачи данных и степень сжатия.
| Формат          | Владелец  | Дискретизация            | Глубина цвета | Битрейт (Мбит/с) | Тип компрессии | Степень сжатия | Размер кадра (пикселей)    |
| --------------- | --------- | ------------------------ | ------------- | ---------------- | -------------- | -------------- | -------------------------- |
| DV/MiniDV       | Несколько | 4:2:0 (PAL) 4:1:1 (NTSC) | 8 бит         | 25               | ДКП            | 5:1            | 720×576(PAL) 720×480(NTSC) |
| DVCPRO 25       | Panasonic | 4:1:1                    | 8 бит         | 25               | ДКП            | 5:1            | 720×576(PAL) 720×480(NTSC) |
| DVCPRO 50       | Panasonic | 4:2:2                    | 8 бит         | 50               | ДКП            | 3,3:1          | 720×576(PAL) 720×480(NTSC) |
| DVCAM           | Sony      | 4:2:0 (PAL) 4:1:1 (NTSC) | 8 бит         | 25               | ДКП            | 5:1            | 720×576(PAL) 720×480(NTSC) |
| Digital Betacam | Sony      | 4:2:2                    | 10 бит        | 90               | ДКП            | 2,3:1          | 720×576(PAL) 720×480(NTSC) |
| Betacam SX      | Sony      | 4:2:2                    | 10 бит        | 18/170           | MPEG-2         | 10:1           | 720×576(PAL) 720×480(NTSC) |
| MPEG IMX        | Sony      | 4:2:2                    | 8 бит         | 30 40 50         | MPEG-2 422P@ML | 6:1 4:1 3,3:1  | 720×576(PAL) 720×480(NTSC) |
| XDCAM           | Sony      | 4:2:0/4:1:1 4:2:2        | 8 бит         | 30 40 50         | MPEG-2         | 6:1 4:1 3,3:1  | 720×576(PAL) 720×480(NTSC) |

### HD видео
| Формат           | Владелец       | Год выпуска | Дискретизация | Глубина цвета | Битрейт (Мбит/с) | Тип компрессии   | Степень сжатия | Размер кадра (пикселей)      |
| ---------------- | -------------- | ----------- | ------------- | ------------- | ---------------- | ---------------- | -------------- | ---------------------------- |
| HDCAM            | Sony           | 1997        | 3:1:1         | 8 бит         | 144              | ДКП              | 7:1            | 1440×1080                    |
| DVCPRO 100       | Panasonic      | 2000        | 4:2:2         | 8 бит         | 100              | ДКП              | 6,7:1          | 1440×1080 960×720            |
| HDCAM SR         | Sony           | 2003        | 4:2:2 4:4:4   | 10 бит        | 440 880          | MPEG-4           | 4,2:1 2,7:1    | 1920×1080                    |
| HDV              | Sony JVC Canon | 2003        | 4:2:0         | 8 бит         | 19/25            | MPEG-2           | 18:1           | 1440×1080 1920×1080 1280×720 |
| XDCAM HD         | Sony           | 2005        | 4:2:0         | 8 бит         | 18/35            | MPEG-2 MP@H14/HL |                | 1440×1080 1280×720           |
| AVCHD            | Panasonic Sony | 2006        | 4:2:0         | 8 бит         | 18/24            | H.264/MPEG-4     |                | 1440×1080 1920×1080 1280×720 |
| ProRes 422       | Apple          | 2007        | 4:2:2         | 10 бит        | 147/220          | ДКП              |                | 1920×1080                    |
| AVC-Intra 100    | Panasonic      | 2007        | 4:2:2         | 10 бит        | 100              | H.264/MPEG-4     |                | 1920×1080                    |
| AVC-Intra 50     | Panasonic      | 2007        | 4:2:0         | 10 бит        | 50               | H.264/MPEG-4     |                | 1440×1080 1280×720           |
| Dirac Pro (VC-2) | BBC Research   | 2008        | 4:2:2         | 10 бит        | 50/165           | Вейвлет          |                | 1920×1080                    |
| DNxHD (VC-3)     | Avid           | 2008        | 4:2:2         | 10 бит 8 бит  | 220 36/145       | ДКП              |                | 1920×1080 1280×720           |
| XDCAM HD422      | Sony           | 2008        | 4:2:2         | 8 бит         | 50               | MPEG-2 422P@HL   | 16,5:1         | 1920×1080 1280×720           |
| CineForm (VC-5)  | CineForm Inc   | 2001-2012   | 4:2:2 4:4:4   | 10 бит 12 бит | -/320            | Вейвлет          | 10:1 - 3.5:1   | 1920×1080                    |

## Цифровые видеоинтерфейсы
- SDI и HD-SDI
- HDMI (видео и аудио без сжатия). Обязательно HDCP.
- IEEE 1394
- DVI (только видео без сжатия). Возможно HDCP.
- DisplayPort (видео и аудио без сжатия). Поддерживает DPCP, планируется как улучшенная полная замена HDMI.
- DVB-ASI — для передачи транспортного потока MPEG-TS